# إيف بونفوا
إيف بونفوا (بالفرنسية: Yves Bonnefoy)‏‏ (24 يونيو 1923 - 1 يوليو 2016)، شاعر وناقد أدبي ومترجم أدبي فرنسي، من رواد شعراء فرنسا في القرن العشرين. له أثر هام على الأدب الفرنسي بعد الحرب العالمية الثانية. له عدد من الدراسات في الفنون وتاريخ الفن، وعدد من الترجمات الأدبية، منها ترجمات لأعمال شكسبير.

## نشأته وسيرته
ولد في تور في 24 يونيو 1923. كان أبوه عاملاً في مصلحة السكك الحديدية، وأمه ممرضة، ثم صارت معلمة مدرسة، أكمل الدراسة الأساسية والثانوية في تور، وبعدها درس الرياضيات في الكلية التحضيرية جامعة بواتييه، وفي سنة 1943 انتقل إلى باريس، وفيها تعرف على مجموعة من الشعراء السرياليين وصاحبهم. وفي سنة 1947 ابتعد عن السريالية وانكب على قراءة المؤلفات الفلسفية، ثم درس الفلسفة في جامعة سوربون وعمل على تحضير رسالة عن بودلير وكيركيغور، حيث حصل أولاً على ليسانس ثم دراسات عليا في الفلسفة.
بعد الحرب العالمية الثانية سافر في أوروبا وأمريكا ودرس تاريخ الفن. بعد سنة 1960 عمل في التدريس في عدد من جامعات في سويسرا وفرنسا والولايات المتحدة. وفي سنة 1981 انتخب أستاذاً في كوليج دو فرانس حيث ترأس قسم الوظيفة الشعرية المقارنة حتى سنة 1993. ترأس هيئة تحرير «قاموس ميثولوجيات وأديان المجتمعات التقليدية والعالم القديم» في مجلدين بمشاركة حشد كبير من العلماء (الطبعة الأولى 1981، إعادة الطباعة في 1999).

## أعماله
أهم مؤلفاته:

### الشعر
- Traité du pianiste (قول في عازف البيانو، 1946)
- Du mouvement et de l'immobilité de Douve (دوڤ، حركةً وثباتاً، 1953)
- Hier régnant désert (سائدةً أمسٍ الصحراء، 1958)
- Anti-Platon (ضد أفلاطون، 1962)
- Pierre écrite (حجر مكتوب، 1965)
- Dans le leurre du seuil (في خديعة العتبة، 1975)
- Rue Traversière (شارع ترافيسيار، 1977)
- (Poèmes (1947–1975) (قصائد، 1978)

### دراسات
- Peintures murales de la France gothique (التصوير الجداري في فرنسا الغوطية، 1954)
- L'Improbable (اللامحتمل، 1959)
- La Seconde Simplicité (البساطة الثانية، 1961)
- Arthur Rimbaud (آرثور رامبو، 1961)
- Un rêve fait à Mantoue (حلم في مانتو، 1967)
- Rome, 1630 : l'horizon du premier baroque (روما 1630: أفق الباروقية الأولى، 1970)
- Le Nuage rouge (الغيمة الحمراء، 1977)
- Trois remarques sur la couleur (ثلاث ملاحظات عن اللون، 1977)

### ترجمات لأعمال شكسبير
هنري الرابع، يوليوس قيصر، هاملت، حكاية الشتاء، فينوس وأدونيس، اغتصاب لوكريس (1957–1960)؛ الملك لير (1965)؛ روميو وجولييت (1968).

## جوائز
- جائزة غونكور في الشعر عام 1987
- جائزة الأركانة العالمية للشعر 2013
- جائزة النقاد عن كتابه «روما 1630: أفق الباروقية الأولى»[4] (1971)
- الإكليل الذهبي[6] (1999)
- جائزة فرانتس كافكا (2007)[7]

## وصلات خارجية
- إيف بونفوا على موقع أرشيف الشارخ.
- إيف بونفوا على موقع IMDb (الإنجليزية)
- إيف بونفوا على موقع الموسوعة البريطانية (الإنجليزية)
- إيف بونفوا على موقع مونزينجر (الألمانية)
- إيف بونفوا على موقع ميوزك برينز (الإنجليزية)
- إيف بونفوا على موقع إن إن دي بي (الإنجليزية)
- إيف بونفوا على موقع ديسكوغز (الإنجليزية)

- صفحة أيف بونفوا في الموسوعة العالمية للشعر العربي، فيها وصلتان إلى قصيدتين له مترجمتين إلى العربية.